# Вампиры в Гаване
«Вампи́ры в Гава́не» (исп. Vampiros en la Habana) — кубинский мультипликационный фильм. Один из немногих кубинских фильмов пользующихся огромной популярностью в США. Фильм получился блестящей сатирой на Запад и на «капиталистов-вампиров».

## Сюжет
Безумный ученый Фон Дракула изобрел микстуру, которая позволяет вампирам жить под лучами солнца. Когда об этом узнают вампиры во всем мире, они летят на Кубу, чтобы завладеть микстурой. Разворачивается сражение между Американскими и Европейскими вампирами. Лидеры вампиров из Европы со штаб квартирой в Дюссельдорфе, услышав новость, хотят овладеть формулой, таким образом они могли бы продать её и получить прибыль в противоположность Фон Дракуле, который хотел сделать напиток бесплатным и объявить об этом через вампир-радио. Вампиры из США с их лидером Джоном Террори имеют бизнес в виде подземных убежищ для вампиров по всему побережью США, и хотели расширить империю своего бизнеса на Дюссельдорф. Джон Террор не может позволить вампирам из Европы, чтобы они овладели формулой, иначе он и его группа обанкротятся. Эликсир (названный Вамписоль, от испанского «соль» — солнце) с детства принимает племянник ученого, главный герой мультфильма Джозеф, также известный как Пепито. Он борется против военного правительства генерала Мачадо (действие происходит во время кубинской революции 30-х годов). Сердце Пепито принадлежит Лоле, которая помогает Пепито и его друзьям шпионить в доме Капитана, который работает на генерала Мачадо.

## Основные персонажи
- Пепито — главный герой, племянник ученого, создавшего эликсир. Играет на трубе в кафе и барах, а также борется с Капитаном.
- Лола — подруга Пепито, работает у Капитана горничной и помогает за ним шпионить.
- Фон Дракула — дядя Пепито, и потомок графа Дракулы, создавший эликсир. Когда граф Дракула испытал на себе неудачную версию эликсира, он сгорел под лучами солнца, и Фон Дракула был вынужден уехать на Кубу. Куба была выбрана потому, что в состав его эликсира входило много рома и пина-колады.